# Notes inégales
Le notes inégales (note disuguali, in francese), come fenomeno detto anche inégalité, sono una pratica musicale tipica del Barocco e del Classicismo. Si caratterizzano per l'esecuzione in valori disuguali di una serie di note graficamente della stessa durata; l'alternanza può essere lunga-breve o breve-lunga. È stata una pratica molto diffusa in Francia nel XVII e XVIII secolo, con contemporanea imitazione in varie parti d'Europa. Successivamente l'inégalité è stata ripresa nella pratica della musica jazz.

## Storia
La pratica della scrittura di due note di valore differente come due note dal medesimo valore potrebbe risalire agli albori della musica medievale; alcuni studiosi credono inoltre che alcuni tipi di canto piano della Chiesa cattolica, compresi gli inni ambrosiani, potessero all'epoca essere eseguiti alternando valori brevi e valori lunghi. Questa interpretazione deriva da un passo di Sant'Agostino in cui il canto ambrosiano viene detto tria tempororum, ossia di tre tempi: una sequenza trascritta (in seguito) come una serie di note uguali andrebbe eseguita come minima-semiminima, minima-semiminima ecc, ciascun gruppo formante una cellula di tre tempi (2+1).
La notazione modale, con la sua applicazione di vari moduli di lunga-breve a serie di note di valore grafico equivalente, potrebbe essere stata un precursore dell'inégalité, specialmente nel modo in cui era praticata in Francia, nella fattispecie dalla Scuola di Notre-Dame. Ad ogni modo, il divario temporale che intercorre fra l'uso della modalità ritmica dell'ars antiqua nel tardo XIII secolo e la metà del XVI secolo, quando Loys Bourgois menziona per la prima volta le notes inégales, è molto grosso, e qualche traccia si può ritrovare nella polifonia che nel frattempo si sviluppava.

### Francia
Fu in Francia, all'inizio del XVI secolo, che le notes inégales acquisirono importanza nella pratica musicale. I primi trattati che menzionano la diseguaglianza adducono come motivazione la necessità di abbellire o rendere più interessanti alcuni passaggi che altrimenti risulterebbero troppo monotoni. Oltre 85 trattati sull'esecuzione e la teoria musicale pubblicati in Francia fra il 1550 e il 1810, la cui maggioranza si situa fra il 1690 e il 1780, ne parlano. Tuttavia, gli autori discordano spesso gli uni dagli altri, almeno fino al tardo XVII secolo, in cui il senso comune per le notes inégales si fa più uniforme.
La regola base, dalla fine del '600 fino alla Rivoluzione francese, prevede che l'inégalité sia applicata a tutte note che procedono per grado congiunto aventi la durata di un quarto del valore rappresentato dal denominatore dell'indicazione di tempo (ad esempio, le crome in un tempo di 2/2, i sedicesimi in un tempo di 4/4) o di metà del valore rappresentato dal denominatore dell'indicazione di tempo se il tempo è in tre (ad esempio, le crome in 3/4, i sedicesimi in 3/8, 6/8 e 9/8). Inoltre, le notes inégales funzionano solo su una figurazione ritmica; ad esempio, se i sedicesimi devono essere suonati lunga-breve, lunga-breve, bisogna mantenere una costante pulsazione della croma per tenere insieme il pezzo.
Nella codificazione dell'inégalité di Georg Muffat, secondo la tradizione di Lully, si afferma che è il primo livello di diminuzione ad essere soggetto alla pratica.
Talvolta le notes inégales sono segnate già disuguali, ad esempio in alcuni pezzi di François Couperin, in cui l'autore utilizza in punto di valore per indicare la nota allungata. Questo e simili passaggi in Jean-Philippe Rameau (ad esempio la prima gavotta) mostrano chiaramente che ciò significa un aumento dell'inégalité nelle note puntate rispetto a quelle regolari, le quali è sottinteso che siano da suonare inégales. L'esatta misura dell'ulteriore ineguaglianza non è specificata, e molti trattati lasciano questa decisione al gusto dell'esecutore. Poteva variare da un doppio punto di valore a una differenza appena percettibile, a seconda del contesto. Alcuni recenti libri e riviste danno una completa analisi dell'argomento, oltre che guide pratiche per l'esecuzione. Sono inoltre stati scoperti alcuni orologi musicali del periodo i quali mostrano molto chiaramente l'uso dell'ineguaglianza e hanno conservato esecuzioni di notes inégales che spesso fanno uso del più sottile rapporto 3:2, come anche del più ovvio 2:1 (terzina) e 3:1 (croma puntata e sedicesimo, e suoi multipli).
|  |  |  |  |  |
|  |  |  |  |  |

Esistono però figurazioni che si debbono suonare regolari. Un arpeggio spezzato alla mano sinistra, come ad esempio il basso albertino, si suona come è scritto. Talvolta si incontra l'indicazione esplicita croches égales, cioè "crome uguali". Anche nel caso di gruppi di figurazioni miste non si applica l'inégalité. A volte una legatura stampata su una serie di note indica che si devono suonare uguali, tranne la prima nota del gruppo che può essere accentata. I passaggi con salti ampi è meno probabile che fossero suonati ineguali, ma le fonti non sono concordi su questo.
Se il carattere del pezzo richiede l'esecuzione puntata, il ritmo obbligato delle note puntate, o inéglales, poteva a volte ignorare tutte le regole. La fuga in re minore della prima serie di suites di Händel, del 1709, nella sua prima versione, mostra le prime note del soggetto puntate, ma dopo la quarta nota delle prime due entrate il punto non viene più aggiunto; nelle due entrate seguenti, Händel si preoccupa di segnare il punto solo sulle prime due note. L'energia del pezzo sembra suggerire che l'esecuzione puntata debba essere sempre mantenuta, sebbene la sequenza lunga-breve sia a volte sostituita da breve-lunga, sempre mantenendo l'effetto puntato o, come dice John O'Donnell, lo "stile maestoso", ma alcune varianti possono funzionare bene lo stesso, sempre restando dentro le regole, o meglio le linee guida, dal momento che i vari autori sono così in disaccordo che non si può parlare veramente di regole.
In particolare, in buona parte della musica francese, e molto spesso anche in Händel, l'esecutore si trova di fronte a dei problemi, dei quali il maggiore può essere questo: talvolta, in prossimità delle cadenze, in un contesto di inégalité, improvvisamente il compositore scrive delle note puntate, esplicitando l'esecuzione, ma poi ritorna alle figurazioni regolari. L'incoerenza della scrittura dei punti è da sempre un problema per i musicologi, i teorici e gli esecutori. Anthony Newman ha suggerito in un articolo che dovesse esistere una convenzione secondo la quale l'inégalité si attenua in prossimità di una cadenza, essendo regolari tutti gli altri fattori e necessità musicali, e per questo motivo i punti a volte appaiono e scompaiono stranamente nei pressi delle cadenze.
Occasionalmente la sequenza lunga-breve delle notes inégales poteva essere invertita in breve-lunga, nella figurazione detta anche ritmo lombardo o scotch snap.

### La sequenzabreve-lunga: in Francia e altrove
Spesso, la versione lunga-breve delle notes inégales era indicata da coppie di note legate in tutto il repertorio francese come François Couperin, Jacques Duphly, Antoine Forqueray, Pierre Dumage, Louis-Nicolas Clérambault, Jean-François Dandrieu e Jean-Philippe Rameau, solo per citare i maggiori compositori per tastiera del barocco francese.
L'uso della legatura su una coppia di note come probabile indicazione dell'inégalité breve-lunga è stata suggerita anche per le composizioni nello stile "franco-lullista" di tutta Europa, soprattutto in Germania, Austria e Inghilterra, fino ad influenzare l'esecuzione di coppie di note legate nei movimenti veloci di Beethoven (e altri compositori non francesi e non barocchi), come nella Sonata in fa diesis maggiore op. 83, fra le altre sonate, in cui il tempo e le note legate a coppie possono solo tradursi nell'inégalité a ritmo lombardo.
Nell'Inghilterra della Restaurazione inglese l'inégalité a ritmo lombardo si può ritrovare nelle opere in stile francese, influenzate da Lully, di Henry Purcell, William Croft, Jeremiah Clarke e dei loro contemporanei, presenti in tutta la letteratura, mostrando talvolta la scrittura esplicita del ritmo lombardo.

### Oltre la Francia: Bach e Händel
Uno dei migliori sistemi per la comprensione dell'uso delle notes inégales in Francia è il modo in cui sono state imitate nella notazione della musica delle altre nazioni. L'Italia, la Germania e l'Inghilterra hanno preso in prestito questo aspetto della musica francese, con la differenza che l'ineguaglianza era spesso notata, dal momento che non si poteva presumere che tutti gli esecutori ne conoscessero l'esecuzione implicita (sebbene l'evidenza, come in Muffat o Telemann, mostri che i musicisti tedeschi avevano di certo familiarità con questa pratica).
L'applicazione attuale dell'inégalité nella musica non scritta in Francia, come quella di Johann Sebastian Bach, è estremamente controversa, e infatti ha provocato uno dei dibattiti più accesi nella musicologia del XX secolo. Alcuni cercano di provare che il gusto francese fosse effettivamente diffuso in Europa e che la musica di compositori di origine differente come Bach e Scarlatti dovesse essere disseminata di ritmi puntati; altri invece sostengono che l'esecuzione regolare fosse la norma, esplicitando però all'occorrenza l'inégalité con i punti. Le fonti danno ragione a entrambi; ad esempio, alcune testimonianze inglesi del XVII secolo consigliano l'esecuzione inégale (Roger North, nell'autobiografia Notes on Me, intorno al 1695, descrive esplicitamente la pratica, riferendosi alla musica inglese per liuto), come anche Couperin, che scrisse nell'Art de toucher le clavecin (1716) che gli italiani scrivono esattamente come vogliono che si esegua. Inoltre, tale pratica poteva essere più diffusa in certe aree, come l'Inghilterra, e meno in altre, come la Germania e l'Italia.
Notoriamente Bach ha imitato lo stile francese nel Contrapunctus II dell'Arte della fuga; tuttavia, in questo pezzo l'ineguaglianza è esplicitata dai ritmi puntati.
Nel Contrapunctus VI, una composizione scritta nella complessa forma dell'ouverture "in stile francese" e disseminata di notes inégales, Bach utilizza lo "stile puntato" per aggravamento ed esplicita l'esecuzione dell'ineguaglianza sebbene i trattati affermino che le note in levare dei ritmi più lenti si assimilano ai valori più brevi dei gruppi di note più veloci in levare, come le note brevi delle coppie di notes inégales.
Anche più significativo è forse il fatto che nel Contrapuncutus XIII - in realtà due fughe, una normale seguita dalla sua versione allo specchio - le notes inégales sono scritte esplicitamente in un contesto di scorrevoli terzine, mostrando i vari valori del punto, come anche i vari ritmi che le notes inégales possono assumere. Di particolare interesse è che nelle versioni per tastiera di quest'opera l'ineguaglianza non è esplicitata, suggerendo che la pratica dell'alterazione ritmica era nota a Bach e all'ambiente in cui lavorava. Durante la sua adolescenza, Bach aveva trascorso del tempo alla corte di Celle, nella Germania settentrionale, la quale era profondamente influenzata dalla cultura francese e possedeva un'orchestra che imitava quella del Concert Royal di Lully; durante questo periodo, si ritiene che Bach abbia studiato e scritto composizioni nello stile francese, come la fuga a cinque voci BWV 562, purtroppo non completata, ampiamente ispirata allo stile e alla struttura dei pezzi del compositore francese Nicolas de Grigny e che si presterebbe a un'esecuzione inégale. Un'opera successiva, la fantasia e fuga BWV 537, utilizza la stessa trama in ottavi, con lo stesso tempo in chiave, richiamando molto la precedente e prestandosi a un'esecuzione inégale lunga-breve degli ottavi regolari e breve-lunga delle coppie di ottavi legati, una procedura tipica e in accordo con l'esecuzione dell'inégalité nel barocco francese.
Anche Händel mostra di conoscere l'uso dell'inégalité in molte delle sue opere. Comunque, come nella letteratura francese, spesso ci troviamo davanti a incoerenze non ancora del tutto chiarite, in cui i punti iniziano e poi si interrompono senza ragione, ma, come Newman ha osservato, ciò si verifica perlopiù in prossimità delle cadenze. In generale, nelle sue suites e nei pezzi orchestrali, l'ineguaglianza in Händel è però facilmente individuabile. Gli esempi più immediati si trovano nelle ouverture, ma in alcuni pezzi se ne trova anche un uso più sottile, come la sarabanda della suite in mi minore (delle otto per clavicembalo, la sua prima raccolta) e numerosi minuetti per tastiera e vari pezzi orchestrali. Anche nella musica orchestrale e vocale Händel è capace di creare atmosfere molto "francesi" - alcuni minuetti in particolare, sia per tastiera che per orchestra, possono essere ben resi con l'inégalité - malgrado le sue origini intercontinentali. Che fosse in Germania o in Inghilterra, era chiaramente un maestro dell'inégalité e dello stile francese. Fu profondamente influenzato dal nipote di Georg Muffat, che verrà trattato più oltre, e questo è forse in parte responsabile dell'adozione da parte di Händel dello stile francese. Tuttavia, ci si può anche imbattere in pezzi che poco hanno di francese, poiché, nel corso degli anni, Händel ha sviluppato un suo particolare stile inglese, che ciononostante suona molto più "immediato" se sottoposto all'ineguaglianza.

### L'influenza di Georg Muffat e la sua trasmissione dell'inégalité
Tutte le caratteristiche stilistiche del modello lullista, delle quali le notes inégales sono il più importante esempio di alterazione ritmica, furono probabilmente diffuse in Germania e Austria  a cavallo fra Sei e Settecento dal compositore Georg Muffat. Questi si recò alla corte francese per studiare e codificare lo stile di Lully e condensò tutto questo nella prefazione al Florilegium secundum, una raccolta di suite orchestrali composte sul modello di Lully, accorpandovi quanto aveva appreso precedentemente da Corelli in Italia e che aveva già esposto nell'Armonico tributo e nel Florilegium primum.
Gli studiosi hanno dato grande importanza all'impatto della prefazione al Florilegium secundum (scritta in tedesco, francese, latino e italiano), dal momento che descrive come mai era stato fatto prima l'esecuzione della musica nello stile lullista.
Grazie alla prefazione del Florilegium secundum, il quale seguiva altre sue precedenti e significative opere, Muffat acquisì grande reputazione, e fra gli altri fu elogiato dal critico musicale del XVIII secolo Charles Burney, che gli attribuiva l'introduzione nel resto d'Europa dell'ouverture francese, ma a Muffat è piuttosto riconosciuta la "creazione" dello stile tedesco, inteso come perfetta e unica sintesi degli stili italiano e francese in uno nuovo, ibrido e composito, qualcosa di immediatamente identificabile che è giunto fino a noi come l'inizio del vero gusto musicale tedesco.

### Bach:notes inégalese "in stile francese". Nascita di uno stile tedesco ritmicamente complesso
Senza dubbio questa nuova, complessa trasformazione e fusione dello stile italiano con quello franco-lullista "alla moda" è evidente nelle strutture di ouverture francese attraverso tutta l'opera di Bach, ed esplicitamente costituisce la struttura portante delle quattro Suite per orchestra BWV 1066-69 e dell'Ouverture secondo il gusto francese BWV 831, la quale fu pubblicata dall'autore insieme al Concerto italiano BWV 971, che mostrano una profonda complessità se confrontati con la musica tedesca e austriaca precedente a Bach.
Nella versione bachiana, i valori soggetti all'ineguaglianza non sono più gli ottavi, come in Lully, ma i sedicesimi. Allo stesso tempo, però, altri ritmi sono "assottigliati" e certi gruppi di sedicesimi in levare sono spesso "compressi" in trentaduesimi; gli ottavi in levare possono inoltre diventare sedicesimi (tutti gli ottavi che sarebbero scritti regolari sono esplicitati graficamente da notes inégales lunga-breve). L'applicazione di Bach dell'inégalité è molto più complessa di quella di Lully o di Muffat: ciò implica a volte una certa ambiguità nei passaggi che richiederebbero le notes inégales.
In una versione primitiva dell'Ouverture secondo il gusto francese, catalogata BWV 831a, conservata nel manoscritto di uno studente di Bach, Johann Preller, le tre note in trentaduesimi non sono ancora segnate in questo modo. Il pezzo è invece caratterizzato dai sedicesimi, i quali portano degli abbellimenti segnati da Preller in tutte le situazioni che richiederebbero l'ineguaglianza lunga-breve (la maggior parte dei trilli e dei mordenti sono sulla prima e sulla terza nota di ogni gruppo di sedicesimi), dal momento che la nota lunga permette di avere il tempo per l'abbellimento; indubbiamente gli abbellimenti che compaiono sulla seconda nota di un gruppo di tre sedicesimi indipendenti in levare rendono impossibile comprimere il gruppo in tre trentaduesimi, cioè in stile francese, o, come afferma Burney, nei gruppi di figure brevi e lunghe in levare che caratterizzano l'ouverture francese.
Alla fine, però, mentre si preparava alla pubblicazione, Bach si rese conto che il suo complesso sistema veniva frainteso, dal momento che gran parte dei sedicesimi non si dovevano suonare inégales, ma in "stile di ouverture", in cui un gruppo di tre sedicesimi "indipendenti" (cioè con la prima del gruppo di quattro legata alla nota precedente o semplicemente muta in quanto pausa) si suona come trentaduesimi. Alla battuta 13, comunque, troviamo un passaggio che potrebbe essere suonato con ineguaglianza lunga-breve, e Bach "lo lascia in essere". Nel resto dell'ouverture, in accordo con il modello lullista, non esistono gruppi di ottavi regolari, ma sono tutti esplicitati come notes inégales croma puntata-sedicesimo, in modo simile al Contrapunctus II dell'Arte della fuga. Nell'esecuzione, è probabile che le notes inégales siano ancora più accentuate, cioè allungando la nota puntata più di quanto vorrebbe il punto, e di conseguenza il sedicesimo si troverà a corrispondere all'ultimo trentaduesimo in levare; tutto questo è in accordo con la flessibilità delle notes inégales e con il concetto di "assimilazione in levare", un'altra eredità dello stile francese. In sostanza, per un compositore/esecutore del XVII e XVIII secolo le notes inégales erano una conseguenza interdipendente dello "stile di ouverture" o stile francese.
Altri pezzi di Bach in cui ritroviamo lo stile di ouverture, in cui i sedicesimi sono da intendersi come note inégales lunga-breve, sono la fuga in re maggiore BWV 850 del primo libro del Clavicembalo ben temperato, la giga della prima Suite francese BWV 812, la fuga n re minore BWV 875 del secondo libro del Clavicembalo ben temperato, in cui, nella battuta 9, i sedicesimi derivanti dalla sincope del soprano si possono adattare alle terzine del tenore/basso, non diversamente dalla già citata fuga dell'Arte della fuga negli adattamenti per tastiera o l'ouverture della quarta Partita in re maggiore BWV 828.
Al di fuori delle opere per tastiera, nelle suite per e liuto, della suite in do minore, che inizia con una ouverture, possediamo due copie. La versione primitiva è simile alla prima stesura dell'Ouverture BWV 831 per clavicembalo: la maggior parte dei sedicesimi si presterebbero all'ineguaglianza. Ad ogni modo, nella ristesura Bach chiarifica l'esecuzione dei sedicesimi regolari "indipendenti", cioè quelli soggetti alla diminuzione in trentaduesimi, in un contesto ritmico caratterizzato da crome puntate con sedicesimo.

### Johann Caspar Ferdinand Fischer: a mezza via fra Bach e Muffat
Johann Caspar Ferdinand Fischer, un influente compositore delle generazione precedente a Bach, adottò questa trasformazione (e creazione?) dello stile musicale nazionale austro-tedesco. Uno studio specifico su Fischer andrebbe oltre gli scopi richiesti dall'analisi dell'ineguaglianza, ma la sua grande Ciaccona in sol maggiore (che fu copiata dal maestro di Henry Purcell, John Blow, sicuramente non una coincidenza), è scritta esclusivamente in ottavi regolari nella prima delle sue due sezioni (come anche la conclusione dénoument). La ciaccona di Fischer per tonalità, tempo struttura e affetti ricorda molto quelle di Louis Couperin e Nicolas Lebègue, entrambi contemporanei di Lully; gli ottavi della ciaccona sono quindi da intendere come notes inégales.
Con l'applicazione dell'inégalité agli ottavi alla ciaccona di Fischer, il pezzo prende ancora più vita identificandosi con la ciaccona francese. La raccolta di suite pubblicata da Fischer, il Musicalischer Parnassus, mostra evidenti affinità con lo stile composito di Muffat, e in generale le composizioni di Fischer prefigurano la complessità di Bach. Bach conosceva i pezzi di Fischer e vari soggetti di fuga del Clavicembalo bel temperato sono tratti da preludi e fughe dello stesso Fischer, alcuni nota per nota. La suite più famosa di Fischer, Uranie in re minore, contenuta del francesizzante Musicalischer Parnassus, contiene un'allemanda e una corrente che "richiedono" l'inégalité: in questo modo il forte stile compositivo di Fischer si fa più evidente.

### Sistematizzazione della pratica lullista da parte di Muffat;in explicio
Nel primo pezzo del Florilegium secundum (Fasciculus I - Nobilis Juventus, Ouverture) Muffat scrive un'ouverture in stile francese nella quale esplicita le notes inégales nella parte superiore, il violino, in una realizzazione approssimata croma puntata-sedicesimo. Nella parte della "violetta" immediatamente sotto, Muffat scrive invece in modo convenzionale. Questo è particolarmente evidente negli ottavi per grado congiunto alla battuta 12. Nel violino sono realizzati come croma puntata-sedicesimo, mentre nella violetta sono "codificati" in ottavi regolari; evidentemente il compositore si aspetta che l'esecutore le esegua allo stesso modo del violino.
La pratica di scrivere un'explicatio, spesso nella prima apparizione, si trova già nel Premier ordre di Couperin, dove l'autore specifica tramite esempi quale tipo di abbellimenti si aspetta che l'esecutore aggiunga nella ripetizione. Inoltre, esplicita anche le note inégale lunga-breve. Couperin fa questo nella corrente e nella gavotta, aspettandosi che l'esecutore aggiunga i vari abbellimenti e alterazioni ritmiche, applicando il bon goût (buon gusto) in tutto il pezzo. La pratica dell'explicatio è stata seguita anche da Bach nella sarabanda delle Suite francese in re minore BWV 812 e nella sarabanda della Suite inglese in sol minore BWV 808. È chiaro che precedenti compositori fornissero modelli per il corretto studio, la realizzazione e l'esecuzione delle loro stesse opere, spesso nel contesto di una tradizione orale che non rendeva necessaria la stesura di un trattato.
Muffat, dal momento che pubblicò il Florilegium con una prefazione tradotta in varie lingue, intendeva diffondere la propria opera il più possibile (come infatti fu), e poiché non c'era modo di trasmettere oralmente le pratiche di esecuzione, decise, in modo che la musica fosse correttamente eseguita, di sistematizzare il modo di suonare alla Lully, con esempi musicali per gli abbellimenti, l'interpretazione delle alterazioni ritmiche (ineguaglianza compresa), ma anche spiegazioni sul tempo, sull'uso dell'archetto, sull'identificazione dei passaggi da suonare ineguali, sulla varietà degli abbellimenti nello stile lullista, in particolare dove non ci sono indicazioni esplicite. La sua descrizione estremamente dettagliata dell'ineguaglianza alla Lully, soprattutto applicata alle sue suite, comprensiva di esempi di scrittura implicita ed esplicita per dimostrare la corretta esecuzione delle notes inégales nella prima suite del Florilegium secundum andrà ben oltre i suoi scopi e il suo ambiente musicale, del quale faceva parte anche il mondo di Heinrich Ignaz Franz Biber nella Salisburgo del XVII secolo.

### Henry Purcell e l'ineguaglianza in Inghilterra; molte copie e moltaexplicio
In Inghilterra, lo style francese fu deliberatamente introdotto nel XVII secolo per ordine del re, inviando un corista e compositore quattordicenne particolarmente dotato, il giovane Henry Purcell, alla corte francese per studiare a fondo lo stile di Lully e l'orchestra della Chapelle royale da lui diretta, famosa in tutta Europa; al suo ritorno, Purcell avrebbe dovuto fondare una versione inglese della Chapelle royale. Lo stile della musica di Purcell, sia orchestrale che tastieristica, è, come quella di Muffat, composito, una sintesi fra la tradizione inglese e quella francese che dà vita a un nuovo gusto inglese complesso, in cui l'applicazione dell'ineguaglianza è parte integrante della musica. Grande importanza per Purcell e i suoi contemporanei hanno le varie versioni di molti movimenti di suite delle quali alcune hanno le notes inégales implicite, altre invece mostrano l'ineguaglianza esplicitata.
Per quanto riguarda la versione breve-lunga delle notes inégales, cioè il ritmo lombardo, esso divenne un cliché caratteristico della musica di Purcell e dei suoi contemporanei. Le due note vanno spesso per grado congiunto, e si trovano con grande frequenza discendenti, con la seconda nota, quella lunga, formante una quarta diminuita con la sensibile (in particolare nelle tonalità minori), ma le due note possono anche formare un salto, apparentemente in contrasto con la "regola generale" dell'ineguaglianza; tuttavia, questa pratica è tipica del periodo della Restaurazione inglese, in cui Purcell era attivo.
Uno degli esempi più famosi di notes inégales, che spesso si sente suonare scorrettamente, è il pezzo per tromba che introduceva la serie televisiva americana "Masterpiece Theatre". Questo famoso pezzo per tromba è in realtà una composizione barocca di Jean-Joseph Mouret, erroneamente attribuita a Jeremiah Clarke. Spesso è suonato con gli ottavi regolari, ma in realtà dovrebbe essere eseguito con notes inégales lunga-breve.

### Il ritmo lombardo in Inghilterra; lenotes inégalesnel Classicismo
Roger North vieta la coesistenza di terzine e duine; ne consegue che una delle due deve assimilarsi all'altra. Nel caso della duina che si assimila alla terzina, si tratta di un caso di notes inégales. Nella musica inglese del periodo di Purcell, ma anche prima e dopo, l'ineguaglianza era applicata a tutti i pezzi di ispirazione francese, come le correnti. Bisogna però esaminare caso per caso. Comunque, una delle forme dell'ineguaglianza, il ritmo lombardo, divenne molto popolare nella musica inglese del periodo elisabettiano, al punto da raggiungere il Barocco e il Classicismo; di solito è scritto esplicitamente, ma non sempre. Il ritmo lombardo sembrerebbero essere necessarie alla fine di certe frasi, soprattutto in un contesto in terzine, come ad esempio i minuetti, in cui nei punti cadenzali le terzine spariscono suggerendo un'esecuzione breve-lunga degli ottavi scritti regolari. Questa pratica si ritrova anche nella musica di transizione come il Musicks Hand-maid, (1678), edito da John Playford, come in compositori tipicamente inglesi come Thomas Augustus Arne.

### Un approccio diverso allenotes inégales
Un altro punto di vista ritiene invece che l'idea delle notes inégales come una serie di pulsazioni di lunghezza diversa ma comunque con uno scorrimento fisso e regolare come nel jazz sia completamente sbagliato. L'intenzione poteva essere quella di generare sorpresa nell'ascoltatore, dal momento che ogni nota è diversa dall'altra. Questa visione alternativa proviene da uno studio dettagliato, approfondendo concetti che sarebbero stati ben noti ai musicisti del tempo. Le prove contrarie fornite dagli orologi musicali non risultano troppo convincenti dopo la formulazione di questo assunto, dal momento che gli orologi sono, per loro natura, meccanici. Potrebbe essere solo una limitata capacità degli artigiani la causa della mancanza di fluidità nella riproduzione meccanica dei ritmi scelti dai musicisti.

## Oggi

### Jazz
Una pratica simile all'ineguaglianza francese appare nel jazz all'inizio del Novecento, sebbene i cultori del jazz preferiscano usare il termine swing per riferirsi a questo fenomeno. Tale pratica è talmente diffusa che quando un compositore desidera che una sequenza di ottavi sia suonata regolarmente scrive appositamente "ottavi regolari" (straight eights). Nell'esecuzione jazzistica, inoltre, è molto comune che le note non differiscano per durata ma per intensità. Gli ottavi in battere soggetti al swing sono eseguiti come terzine di semiminime, mentre le note in levare sono eseguite come terzine di ottavi; la griglia ritmica fondamentale del jazz è pertanto costituita da terzine di crome. La maggior parte dei musicisti non suddivide matematicamente il ritmo, ma segue piuttosto una suddivisione incostante dettata dall'espressione. Occasionalmente anche i sedicesimi sono sottoposti al swing e realizzati di fatto come terzine di sedicesimi.